# Alpi Orobie Occidentali
Le Alpi Orobie Occidentali (dette anche Catena Corno Stella-Tre Signori-Legnone) sono la parte occidentale delle Alpi Orobie (nelle Alpi e Prealpi Bergamasche). Si trovano in Lombardia (nelle province di Bergamo, Lecco e Sondrio).

## Classificazione
Secondo la SOIUSA le Alpi Orobie Occidentali sono un supergruppo alpino ed hanno la seguente classificazione:
- Grande parte = Alpi Orientali
- Grande settore = Alpi Sud-orientali
- Sezione = Alpi e Prealpi Bergamasche
- Sottosezione = Alpi Orobie
- Supergruppo = Alpi Orobie Occidentali
- Codice = II/C-29.I-B

## Delimitazioni
Ruotando in senso orario i limiti geografici sono: Passo di Venina, Val Brembana, Valtorta, Passo di Bobbio, Valsassina, Lago di Como, Valtellina, Valle Venina.

## Suddivisione
Secondo la SOIUSA sono suddivise in quattro gruppi:
- Gruppo del Masoni (4)
- Gruppo del Ponteranica (5)
- Gruppo del Tre Signori (6)
- Gruppo del Legnone (7)

## Montagne

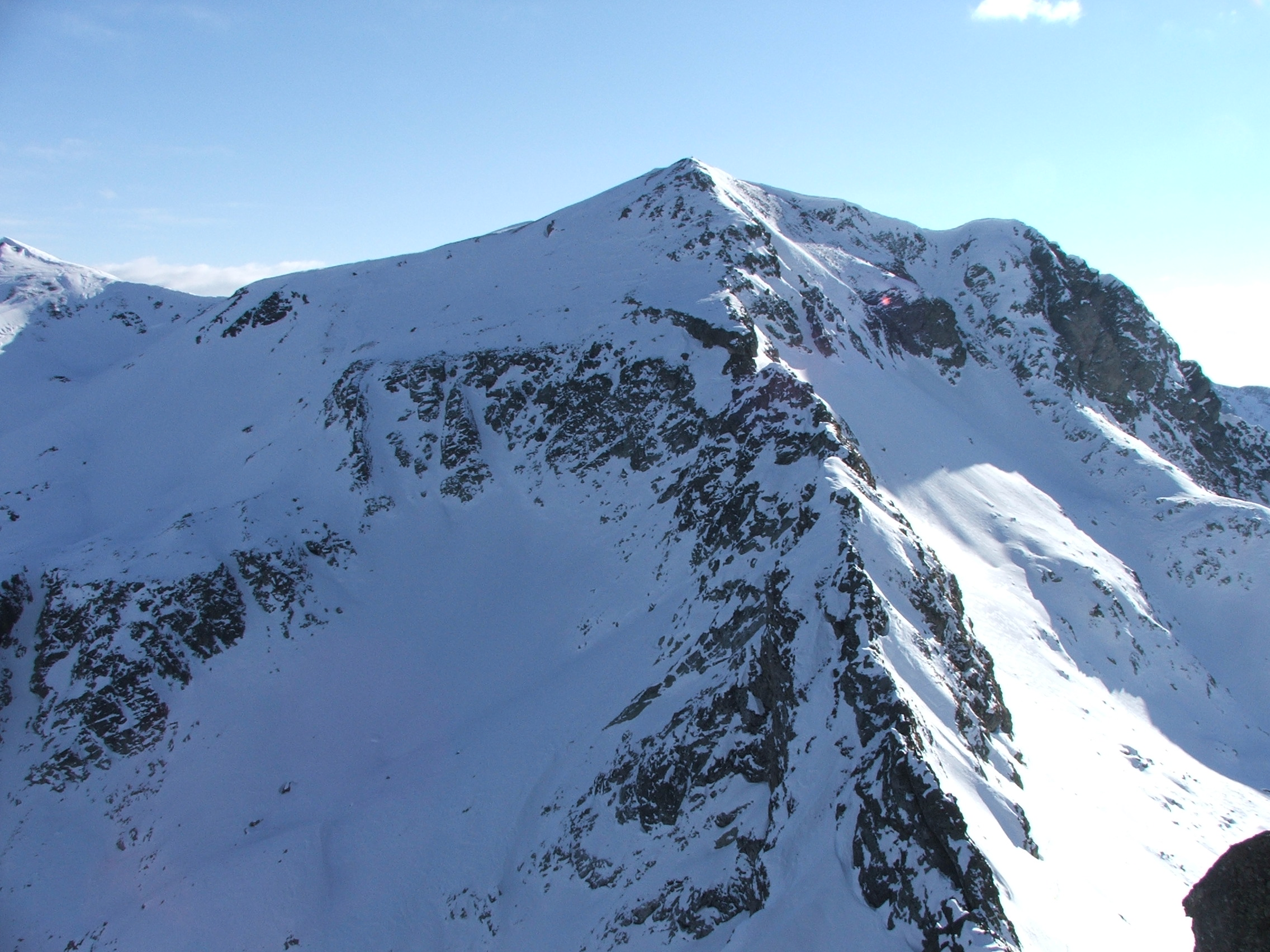
Il Monte Masoni.

Le montagne principali delle Alpi Orobie Occidentali sono:
- Monte Masoni - 2.663 m
- Corno Stella - 2.620 m
- Monte Legnone - 2.610 m
- Pizzo Zerna - 2.572 m
- Pizzo dei Tre Signori - 2.554 m
- Monte Chierico - 2.535 m
- Monte Toro - 2.524 m
- Pizzo Alto - 2.518 m
- Monte Rotondo - 2.496 m
- Monte Cadelle - 2.483 m
- Pizzo Mellàsc' - 2.465 m
- Monte Ponteranica - 2.378 m
- Monte Pegherolo - 2.369 m
- Monte Cavallo - 2.323 m
- Cime di Lemma - 2.312 m
- Monte Triomen - 2.251 m
- Pizzo Rotondo - 2.237 m
- Monte Avaro - 2.088 m
- Monte Venturosa - 1.999 m
- Monte Cancervo - 1.835 m
- Monte Legnoncino - 1.711 m